# Mi amor sin tiempo
Mi amor sin tiempo est une telenovela mexicaine produite par Televisa et diffusée entre le 15 juillet 2024 et le 1er novembre 2024 sur Las Estrellas.

## Synopsis
La famille Uriarte est confrontée à des tensions lorsque Greta, insatisfaite dans son mariage, renoue avec un ancien amour, provoquant des divisions au sein du foyer. Son favoritisme envers Bárbara et Pablo crée deux camps opposés à Fátima et Gonzalo.
Bárbara, obsédée par le désir de devenir mère à nouveau, tombe amoureuse de Daniel, le cousin de son mari Mario, ce qui mène à la trahison et à des conflits.
Fátima, la benjamine, réalise que ses fiançailles avec Adrián ne sont pas fondées sur un véritable amour, surtout après sa rencontre avec Sebastián, qui fait chavirer son cœur.
Ces trois femmes affrontent de profonds conflits émotionnels qui mettront à l’épreuve leurs valeurs, leur éthique et leurs priorités, découvrant au passage que le véritable amour est intemporel.

## Distribution
- Karla Esquivel : Fátima
- Andrés Baida : Sebastián
- Leticia Calderón : Greta
- Juana Arias : Bárbara
- Mane de la Parra : Daniel
- Karyme Lozano : Renata
- Alejandro Camacho : Federico
- Michael Ronda : Adrián
- Yolanda Ventura : Lucía
- Luz María Jerez : Ana
- Alma Delfina : Jesusa
- Eric del Castillo : Álvaro
- Federico Ayos : Pablo
- Mauricio Abularach : Mario
- Damiana Bej : Triana
- Andrea de Fátima : Brenda
- Denia Agalianu : Carla
- Alejandra Abreu : Verania
- Paola Toyos : Genoveva
- Julia Argüelles : Carolina
- Rafaella Gavira Bigorra : Macarena
- Claudia Zepeda : Maricruz
- Raquel Morell : Maggie
- Laura Luz : Carmen
- María Marcela : Sara
- Roberto Mateos : José
- Ian Andrade : Remigio
- José Elías Moreno : Gonzalo

## Diffusion
- Las Estrellas (2024)

## Autres versions
- Tres mujeres (1999-2000)[2]